# 立木の伐木作業者
立木の伐木作業者（りゅうぼくのばつぼくさぎょうしゃ）とは、伐木等の業務に係る特別教育を修了した者。

## 概要
- 胸高直径が70cm以上の立木の伐木、胸高直径が20cm以上で、かつ、重心が著しく偏している立木の伐木、つりきりその他特殊な方法による伐木又はかかり木でかかっている木の胸高直径が20cm以上であるものの処理の業務

## 受講資格
- 満18歳以上

## 特別教育
- 各講習機関により違う。大部分の教習所ではチェーンソー作業者と一緒に取得できるようになっている。
- 告示で規定された履修時間は16時間（以上）となっている。
- 2019年2月11日をもって特別教育の講習は終了し2月12日より新しい特別教育が交付され、2020年7月31日までは改正前の講習は有効であるが、8月1日にチェーンソー作業者と統合され、無効となる[1]

### 講習科目
- 学科

1. 伐木作業に関する知識
2. チェーンソーに関する知識
3. 振動障害及びその予防に関する知識
4. 関係法令

- 実技

1. 伐木の方法
2. チェーンソーの操作
3. チェーンソーの点検及び整備